# لوک سورنسن
 لوک سورنسن (انگلیسی: Louk Sorensen؛ زادهٔ ۷ ژانویهٔ ۱۹۸۵) یک تنیس‌باز اهل ایرلند است.